# Adrian M. Smith
Adrian M. Smith (ur. 19 grudnia 1970) – amerykański polityk, członek Partii Republikańskiej. Od 2007 roku jest przedstawicielem trzeciego okręgu wyborczego w stanie Nebraska do Izby Reprezentantów Stanów Zjednoczonych.